# Jules René Bourguignat
Jules René Bourguignat (* 19. August 1829 in Brienne-Napoléon; † 7. April 1892 in Vendeuvre-sur-Barse) war ein französischer Malakologe.

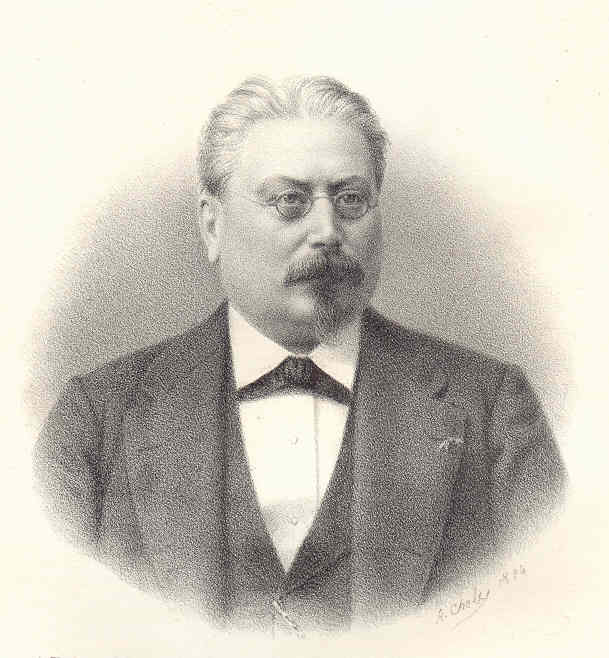
Bourguignat

Er war Generalsekretär der Société malacologique de France, die er 1884 mit elf anderen Malakologen gründete und er war dort Herausgeber mehrerer Zeitschriften.
Bourguignat verfasste zahlreiche Aufsätze und Monographien. Er war der Vertreter einer neuen Schule von Malakologen, die aufgrund kleiner Unterschiede zahlreiche neue Arten beschrieben, die nicht immer Bestand hatten. Meist behandelte er Landschnecken in verschiedenen Regionen Frankreichs, aber auch zum Beispiel in Algerien.

## Schriften
- Malacologie terrestre de l'île du Château d'If, près Marseille 1860
- Malacologie de Bretagne 1860
- Malacologie du Lac des Quatre-Cantons et de ses environs 1862
- Malacologie de Grande Chartreuse 1864
- Malacologie d'Aix-les-Bains 1864
- Paleóntologie des mollusques terrestres et fluviales de l'Algerie, Paris 1862
- Malacologie de l'Algérie, Paris 1864
- Catalogue des Mollusques terrestres et fluviatiles des environs de Paris, à l'époque quaternaire 1869
- Histoire malacologique de l'Abyssinie, 1883